# Rhuda basifera
Rhuda basifera är en fjärilsart som beskrevs av Walker 1857. Rhuda basifera ingår i släktet Rhuda och familjen tandspinnare. Inga underarter finns listade.